# إف-درويد
إف-درويد (بالإنجليزية: F-Droid)‏ هو مستودع برامج أو «متجر تطبيقات» (بالإنجليزية App Store) لتطبيقات الأندرويد، مماثل ومشابه ل جوجل بلاي ستور (بالإنجليزية Google Play store).
المستودع الرئيسي مستضاف من طرف مشروع يحتوي فقط على تطبيقات ذات برامج حرة أو مفتوحة المصدر. التطبيقات يمكن تصفحها وتحميلها من الموقع الرسمي ل إف-درويد بدون حاجة المستخدم إلى تسجيل أو فتح حساب.
«مضاد الميزات» (بالإنجليزية Anti-Features) على غرار الإعلانات تستعمل التتبع أو أنها تعتمد على برامج غير حرة ويتم ذكر هذا في الوصف.
يقدم الموقع أيضا مصدر الكود للتطبيقات (بالإنجليزية Source Code of Applications)، حيث أن مضيفي البرامج يستعملون خادم ف-درويد، وبالتالي يسمحون لأي شخص من المجموعة في أن يصبح ملك تطبيق معين في المستودع.

## تاريخه
كياران جيلتنيكس (بالإنجليزية Ciaran Gultnieks) هو مؤسس إف-درويد وذلك سنة 2010، الزبون متشعب ومتفرق من مصدر كود آبتويد (بالإنجليزية Aptoide).
المشروع هو الآن يعمل من طرف (English non-profit F-Droid Limited).
تشغيل نظام الأندرويد يتم بالكامل من طرف برمجيات حرة ومفتوحة المصدر.
استعمال إف-درويد موصى به من طرف آب ستور. كما أن حارس المشروع يضمن جناح حر وآمن لتطبيقات الأندرويد، وقد كانت بداية جعل ملك على تطبيق معين في إف-درويد مبكرا وذلك في سنة 2012. وفي نفس السنة قامت مؤسسة البرامج الحرة free fondation Europe بإطلاق أندرويد حر وخاص بها، هذه الحملة أدت إلى ارتفاع الوعي بالخطورة التي تهدد أمن وسرية ملكية البرامج.
إف-درويد ثم اختيارها من طرف مشروع جنو وذلك أثناء يوم مبادرة عيد ميلادها الثلاتين بهدف تشجيعها أكثر فأكثر على استعمال أكبر وأوفر للبرامج الحرة والمفتوحة المصدر.
في مارس 2016 شارك إف-درويد مع حارس المشروع وكذلك CopperheadOS وذلك بهدف كتابة حل يمكن بشكل إثباتي من تشغيل النظام خلال وأثناء خدمة الشبكة.

## مجال مشروع التحرير
مستودع إف-درويد يحتوي على أكثر من 2300 تطبيق وهو في طريق النمو أي أن هذا العدد مرشح للارتفاع مقارنة ب 1.43 مليون تطبيق على متجر جوجل بلاي.
المشروع يدمج عدة برامج:
- المستخدم يمكن له البحث؛ التحميل؛ التحقق؛ التأكد وتحديث التطبيقات من متجر أو مستودع ف-درويد.
- إف-درويد-خادم هو أداة لإدارة؛ إيجاد وكتابة مستودعات جديدة.
- إف-درويد تبني تطبيقات حرة ومتاحة للعلن، كما أنها مفتوحة المصدر، المشروع يعمل كليا من طرف متطوعين وليست له هيأة مراجعة التطبيقات، وهناك تطبيقات جديدة مساهمة من طرف مستعملي مقالات أو من المطورين أنفسهم، المتطلب والشرط الوحيد هو أن تكون حرة المصدر.

## تطبيقات المستخدم
من أجل تحميل إف-درويد، على المستعمل أن يقوم بتحميله من الموقع الرسمي على شكل وهيأة ملف APK ثم بعد ذلك يجب عليه أن يسمح للتطبيقات «مجهولة المصدر» في إعدادات الأندرويد بالثبيت على الهاتف. علما أن التحميل غير ممكن من جوجل بلاي ستور.
المستخدم يجب أن يكون ذكي ومرن في التعامل مع المراقبة وألا يثق في اتصالات الأنترنيت.
مستخدم إف-درويد يستطيع تلقائيا عمل التحديثات من أجل تحميل تطبيقات إف-درويد. كما أن المستودع الرئيسي ل إف-درويد يستعمل «مفتاح الملك» (بالإنجليزية own key) من أجل الإشارة إلى الرزم. إذن فالتطبيقات المحملة سابقا من مصدر آخر يجب أن يتم إعادة تحميلها من جديد وذلك من أجل استقبال التحديتات المستقبلية.

## الانتقادات
إف-درويد تلقى العديد من الانتقادات وذلك لتوزيعه لتطبيقات رسمية خارجة التاريخ المحدد لها وكذلك انتقادات أخرى لأسباب أخرى كذلك.
- تطبيقات خارجة عن التاريخ:

في سنة 2012 قام الباحث الأمني والمطور موكسي مارلينسبيك (Moxie Marlinspike) بانتقاذ شديد ل إف-درويد لقيامها بتوزيع نسخ من تطبيق TextSecure في غير موعدها علما أنها كانت تحتوي على شبيه ڤيروس «البق» (بالإنجليزية Bug) معروف وهو مثبت في التطبيق الرسمي. بعد ذلك حذفت إف-درويد التطبيق من مستودعها بعد طلب من مارلينسبيك. ليعود فيما بعد نفس الباحث الأمني وينتقذهم هذه المرة بسبب مشروع معالجة القضية، بعد ذلك استقبل المطور نفسه العديد من الرسالات الإلكترونية من مستعملين خٌدعوا وضٌللوا من إعلانات إف-درويد.
- مفتاح الإدارة:

مارلينسبيك انتقذ ف-درويد أيضا على تطبيقات موزعة من طرف جوجل بلاي ستور والتي تكون في الأصل منسوبة لمطور ما، حيث أن نظام تشغيل الأندرويد يتحقق من الرقابة بنفس المفتاح، وهناك آخرون يحرمون من توزيع التحديثات.
إف-درويد خرب نموذج هذه الحماية عندما أعطى وأشار إلى ملك الرزم، بمعنى أن مديري هذا النظام أو أي شخص آخر مع المذخل يمكن له الدفع بتحديثات خبيتة لأي تطبيق.

## روابط خارجية
- إف-درويد على موقع Open Hub (الإنجليزية)
- إف-درويد على موقع Free Software Directory (الإنجليزية)
- إف-درويد على موقع Framasoft (الفرنسية)